# رودي بوكيه
رودي بوكيه (بالفرنسية: Ruddy Buquet)‏ (مواليد 29 يناير 1977) حكم كرة قدم فرنسي.

## روابط خارجية
- رودي بوكيه على موقع Soccerway.com (الإنجليزية)